# Lye, Indre

Lye este o comună în departamentul Indre, Franța. În 1 ianuarie 2022 avea o populație de 757 de locuitori.